# Смоляк Сергій Сергійович
Сергі́й Сергі́йович Смоля́к (нар. 8 квітня 1985) — полковник Збройних Сил України, командир 31-ї окремої механізованої бригади імені генерал-хорунжого Леоніда Ступницького. У минулому — командир парашутно-десантного взводу 25-ї окремої повітрянодесантної Січеславської бригади Десантно-штурмових військ ЗСУ.

## Життєпис
Випускник Національної академії сухопутних військ імені гетьмана Петра Сагайдачного.
14 березня 2014 року у складі штатного підрозділу на техніці здійснив 480-км марш. З 28 березня 2014 року брав участь в охороні та обороні державного кордону України поблизу Амвросіївки (Донецька область). З 1 червня 2014 року особовий склад роти під керівництвом старшого лейтенанта Смоляка брав участь у визволенні від російських збройних формувань чотирьох населених пунктів. Знищили близько 6 укріплених вогневих позицій противника та завдали вагомих втрат бойовикам в особовому складі і техніці. Заступник командира парашутно-десантного батальйону 25-ї окремої повітрянодесантної Січеславської бригади.
У 2021 році відзначений перехідною шаблею часів Богдана Хмельницького як найкращий випускник оперативно-тактичного рівня підготовки у Національному університеті оборони України імені Івана Черняховського.
Від 13.08.2024 і дотепер — командир 31-ї окремої механізованої бригади імені генерал-хорунжого Леоніда Ступницького.

## Нагороди
- 14 серпня 2014 року — за особисту мужність і героїзм, виявлені у захисті державного суверенітету та територіальної цілісності України, вірність військовій присязі під час гібридної неоголошеної московитсько-української війни, відзначений — нагороджений орденом Богдана Хмельницького III ступеня.
- Орден Богдана Хмельницького II ступеня (30 червня 2022)[4]